# Castiglione Messer Marino
Castiglione Messer Marino – miejscowość i gmina we Włoszech, w regionie Abruzja, w prowincji Chieti.
Według danych na rok 2004 gminę zamieszkiwało 2208 osób, 47 os./km².